# Crepis capillaris
Crépis à tiges capillaires
Espèce
Classification APG III (2009)
Statut de conservation UICN

 LC  : Préoccupation mineure
 France 
La Crépide capillaire, ou Crépis à tiges capillaires (Crepis capillaris), est une espèce de plante à fleurs de la famille des Asteraceae.

## Synonymes
- Crepis bauhiniana Tausch
- Crepis diffusa DC.
- Crepis gaditana Boiss.
- Crepis longepinnatifida Chevall.
- Crepis pinnatifida Willd.
- Crepis polymorpha Wallr.
- Crepis variabilis Krock.
- Crepis virens L.
- Malacothrix crepoides A.Gray

## Description

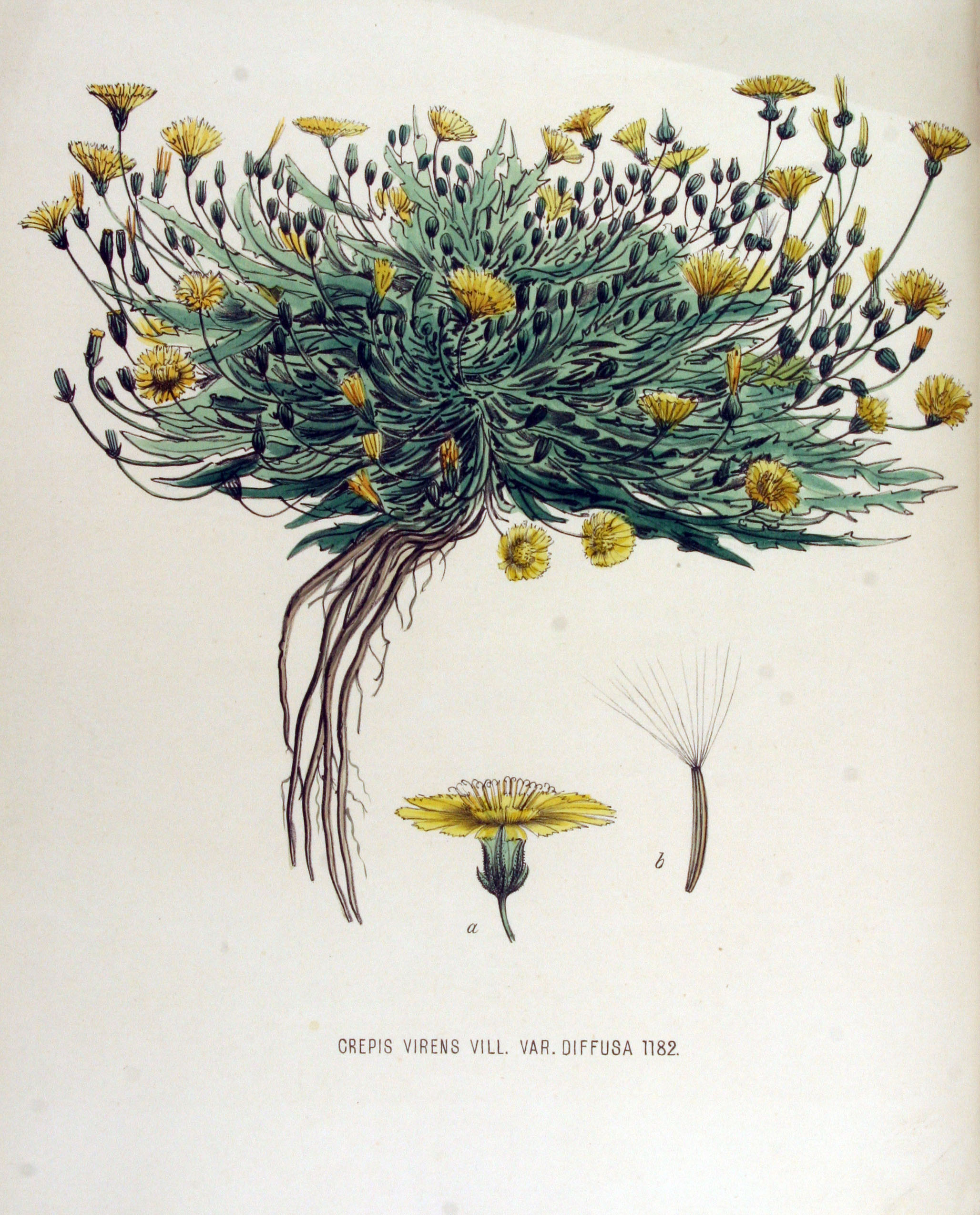
Illustration, sous le nom de Crepis virens.

Cette plante herbacée bisannuelle aux tiges ramifiées possède des feuilles luisantes, les supérieures plus étroites, embrassant la tige par des pointes sagittées. Hauteur de 5 à 50 cm (jusqu'à 80 cm).
L'inflorescence est une panicule lâche de capitules, chaque capitule mesurant de 10 à 15 mm de diamètre. Les ligules des fleurons ligulés les plus externes sont rougeâtres en dessous. Les bractées extérieures sont à demi-étalées, étroites et velues.

## Biologie
Thérophyte ou hémicryptophyte. Bisannuel. Floraison de juin à octobre. Plante mellifère.

## Répartition
Europe (sauf du Nord), Macaronésie. Commune dans toute la France.

## Habitat
Pelouses tondues, prairies, friches, bords de chemins, cultures négligées, dunes.